# Kungia
Kungia — род суккулентных растений семейства Толстянковые, родом из центрального Китая.

## Ботаническое описание
Травы многолетние, голые или опушенные. Корни короткие, мочковатые. Наличие столонов; обычно присутствуют стерильные стебли. Прикорневые листья в почти сидячих розетках, спиралевидные или крестообразные, большей частью очередные; очередные стеблевые листья. Цветоносы прямостоячие, очень тонкие, но крепкие. Соцветие верхушечное, кистевидное или метельчатое, образованное многими цимелетами, многоцветковыми; прицветники заостренные на верхушке. Цветки обоеполые, 5-членные. Чашелистики ланцетно-треугольные, без шпорцев. Лепестки сросшиеся у основания, красные или пурпурные, ланцетные, с острой верхушкой. Тычинок в 1 или 2 раза больше, чем лепестков, вставленных напротив чашелистиков; пыльники продолговато-почковидные. Нектарные чешуи короткие. Плодолистики почти свободные, продолговатые, основание оттянутое или на ножке. Стили длинные. Фолликулы прямостоячие, многосемянные. Семена яйцевидные, мелкие сосочковидные.

## Таксономия
Kungia K.T.Fu, J. NorthW. Teacher's Coll. (Nat. Sci.) 1988(1): 3 (1988).

## Виды
Подтвержденные виды по данным сайта POWO на 2022 год:
- Kungia aliciae (Raym.-Hamet) K.T.Fu
- Kungia schoenlandii (Raym.-Hamet) K.T.Fu